# Zapalenie naczyń związane z IgA

Wybroczyny na skórze typowe dla zapalenia naczyń związanego z IgA

Zapalenie naczyń związane z IgA (dawniej: choroba Schönleina-Henocha, (łac. purpura allergica, ang. Henoch–Schönlein purpura, HSP), plamica alergiczna – choroba autoimmunologiczna przebiegająca z zapaleniem drobnych naczyń krwionośnych (włośniczek, żyłek i tętniczek) wywołanym przez odkładające się w nich kompleksy immunologiczne, zawierające głównie immunoglobulinę IgA. Najczęściej atakuje dzieci. Złogi IgA lokalizują się w skórze, błonach śluzowych, jelicie i kłębuszkach nerkowych, a czasem także w innych organach. W przebiegu choroby skóra pokryta jest wyczuwalnymi pod palcami plamami (plamica wyniosła, będąca skutkiem drobnych podskórnych krwawień), obecny jest ból stawów i ból brzucha. Gdy zajęte są także nerki, w moczu może pojawić się niewielka ilość krwi i białka (krwiomocz i białkomocz), objawy te pozostają jednak na ogół niezauważone. Przebieg choroby jest zazwyczaj samoograniczający, ale w niewielkim odsetku przypadków rozwija się przewlekła choroba nerek. Choroba Schönleina-Henocha jest często poprzedzona infekcją górnych dróg oddechowych, np. anginą.

## Epidemiologia
Nie można jednoznacznie wyjaśnić przyczyn choroby. Zaczyna się ona zazwyczaj po infekcji lub w jej trakcie. Najczęściej są to infekcje górnych dróg oddechowych (przede wszystkim angina paciorkowcowa), ale rzut choroby może być również wyzwolony na przykład zapaleniem żołądka i zakażeniem Helicobacter pylori oraz wystąpić po przechorowaniu ospy wietrznej, odry, różyczki, WZW B, po zakażeniu parwowirusem B19, mykoplazmami, wirusem Coxsackie, wirusem opryszczki pospolitej, a także innymi.
Choroba dotyczy najczęściej dzieci w wieku od 2 do 11 lat i częściej występuje u chłopców (około dwa razy częściej niż u dziewczynek).

## Patofizjologia

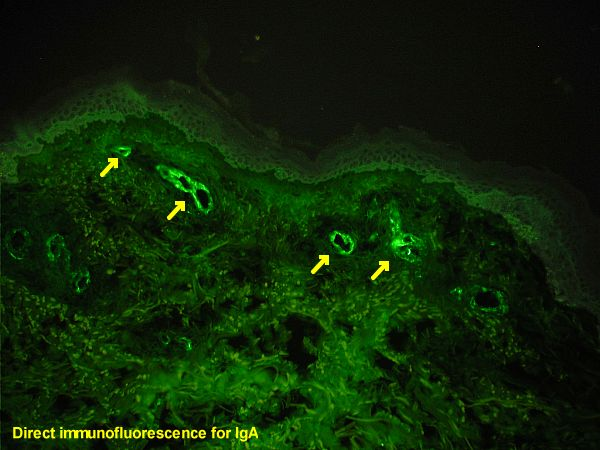
Mikrofotografia preparatu histologicznego ludzkiej skóry przygotowanego do bezpośredniej immunofluorescencji przy użyciu przeciwciał ant-IgA. Biopsję skóry pobrano od pacjenta z zapaleniem naczyń związanym z IgA. Depozyty IgA znajdują się w ścianach małych powierzchownych kapilar (żółte strzałki). Jasnozielony falisty obszar w górnej części to naskórek. Poniżej niego znajduje się skóra właściwa.

Kompleksy immunologiczne składające się z przeciwciał (IgA) i antygenu odkładają się w ścianach drobnych naczyń krwionośnych, wywołując miejscowy stan zapalny, prowadzący do zaburzeń przepływu krwi i miejscowych ognisk martwicy.

## Objawy

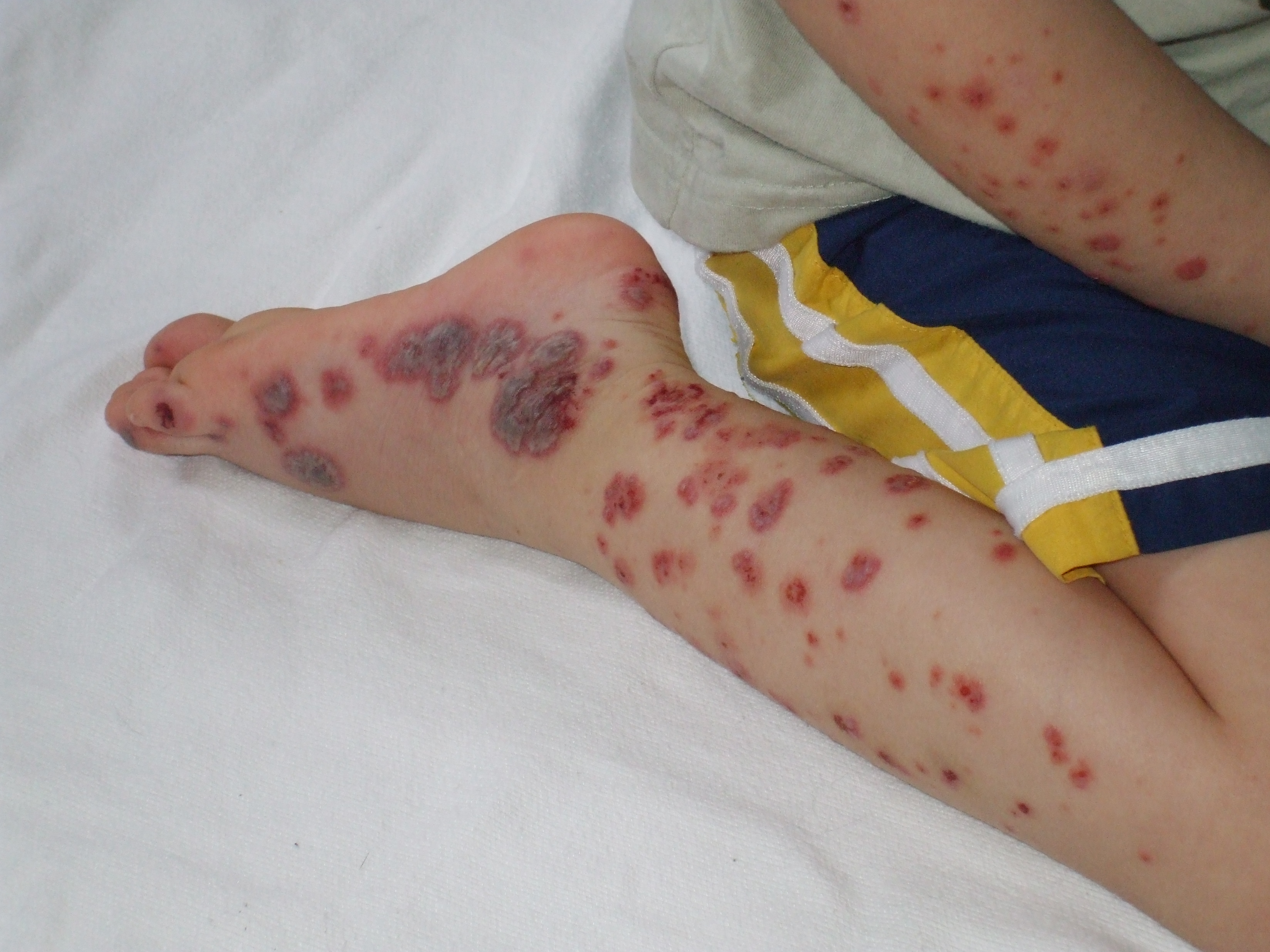
Cięższy przypadek plamicy w zapaleniu naczyń związanym z IgA na kończynach

Wyróżnia się główne grupy objawów wynikające z zajęcia naczyń w różnych okolicach ciała (3 pierwsze są zaliczane do klasycznej triady):
- Zmiany skórne (90% przypadków) – pod postacią wysypki krwotocznej (wybroczyn – plamicy), zlokalizowanej głównie na powierzchniach kończyn dolnych, stopach, na wyprostnych częściach podudzi, ud i pośladkach, najczęściej niebolesne (chociaż pacjenci zgłaszają swędzenie), ustępujące z zasinieniem,
- Zmiany stawowe (75%) – bóle i obrzęk stawów (najczęściej skokowych, kolanowych, łokciowych),
- Bóle brzucha (60%) – wywołane miejscowymi ogniskami zapalnymi w naczyniach krezki, czasem bardzo silne (występują objawy ostrego brzucha, co przy błędnym rozpoznaniu prowadzi do niepotrzebnych interwencji chirurgicznych). Może im towarzyszyć obecność krwi w kale,
- Zmiany nerkowe (20%),
- Zmiany płucne (rzadko, <5%),
- Zmiany w ośrodkowym układzie nerwowym (około 10%), najczęściej objawiające się bólami głowy.

## Diagnostyka
W większości wypadków rozpoznanie stawia się na podstawie wywiadu i badania lekarskiego. Badania laboratoryjne i obrazowe potwierdzają rozpoznanie i pozwalają na wykluczenie innych chorób.
Badania krwi wykazują czasem podwyższoną liczbę leukocytów świadczącą o trwającej infekcji, przy trwającym rzucie podwyższeniu ulega stężenie D-dimerów. W moczu obserwuje się obecność erytrocytów i białka. Wyniki badań mogą korelować z ciężkością przebiegu choroby.

## Powikłania
Zazwyczaj choroba przebiega w sposób łagodny i przemija bez powikłań, chociaż zdarzają się nawroty. U jednego na stu pacjentów zajęcie nerek prowadzi w różnym czasie do rozwoju ich niewydolności. Dlatego dzieci po przebytym epizodzie zapalenia naczyń związanym z IgA powinny pozostawać pod opieką poradni nefrologicznej. Utrata krwi (z moczem i kałem) prowadzi do niedokrwistości, jednak w większości wypadków organizm szybko regeneruje się po ustąpieniu objawów. Zajęcie naczyń krezki może w rzadkich wypadkach spowodować wgłobienie (raczej u młodszych dzieci), a wtedy konieczna jest interwencja chirurgiczna. Inne powikłania zdarzają się bardzo rzadko i są związane z zajęciem naczyń w określonych narządach (np. zaburzenia czynności serca, bóle głowy, zmiana zachowania).

## Leczenie
W większości przypadków stosuje się jedynie leczenie objawowe. Stosuje się leki hemostatyczne ("uszczelniające") naczynia krwionośne (rutyna, etamsylat). Bardzo ważne jest ograniczenie aktywności fizycznej. Przy zajęciu stawów ulgę przynoszą niesteroidowe leki przeciwzapalne (ibuprofen, naproksen).
W przypadkach trwającej infekcji stosuje się dotyczące jej leczenie przyczynowe (np. antybiotyki, leki przeciwwirusowe).
W poważniejszych przypadkach stosuje się sterydy, heparynę, kwas epsiaminokapronowy. Leczenie przebiega często w szpitalu i może trwać nawet kilka miesięcy.